# Niederkartlien
Niederkartlien (georgisch ქვემო ქართლი, Kwemo Kartli; vollständig ქვემო ქართლის მხარე, Kwemo Kartlis Mchare) ist eine Verwaltungsregion Georgiens und Teil der historischen Landschaft Kartlien. Sie liegt im südlichen Teil des Landes, südlich der Hauptstadt Tiflis und grenzt an Armenien und Aserbaidschan. Die Verwaltungsregion hat 437.300 Einwohner (Stand: 2021). 2014 betrug die Einwohnerzahl 423.986. Die Hauptstadt Rustawi hat etwa 125.103 Einwohner (2014). Fast die Hälfte der Bevölkerung in der Region sind Aserbaidschaner. Außerdem gibt es noch eine mittlerweile zwar sehr kleine, aber sehr alte, auf die Antike zurückgehende Volksgruppe von Pontosgriechen.
Die Region steht in wirtschaftlicher Hinsicht an zweiter Stelle nach der Hauptstadt Tiflis.
Der aktuelle Staatskommissar (Gouverneur) ist Davit Kirkitadse.

## Verwaltungsgliederung
Die Region Niederkartlien umfasst eine selbstverwaltete Stadt Rustawi und sechs Munizipalitäten (munizipaliteti), benannt nach ihren Verwaltungssitzen:
- Bolnissi
- Dmanissi
- Gardabani
- Marneuli
- Tetrizqaro
- Zalka